# 佐原誠
佐原誠（日语：／ Sahara Makoto，8月16日—），日本男性配音員。出身於岐阜縣。remax所屬。身高171cm。AB型血。

## 演出作品

### 電視動畫
2014年
- 我們大家的河合莊（彩花的糾纏者）
- ALDNOAH.ZERO（火星士兵、中隊長）

2015年
- 純潔的瑪利亞（傭兵3）
- 偵探歌劇 少女福爾摩斯 TD（工作人員））
- 亞爾斯蘭戰記（士兵）

2016年
- 百無禁忌！女高中生私房話（捲毛太的爸爸）
- 食戟之靈 貳之皿（男學生B）
- Active Raid -機動強襲室第八係- 2nd（騎士、麥非爾隊長）
- 超自然9人组（廣播B）
- Classica Loid（人群、旁白）

2017年
- 食戟之靈 餐之皿（黑衣人B）
- 風夏（樂團團員）
- 銀魂.（攘夷志士A、一橋喜喜的父親）
- 學園少女突襲者 Animation Channel（裁判）
- 魔物獵人物語 RIDE ON（麵包店的大叔、街上的人A）
- 從零開始的魔法書（補佐官、國家騎士A）
- ID-0（研究員5）
- 覆面系NOISE（向井監督）
- 高校星歌劇（演出家）
- Re:CREATORS（相關人士）
- 騎士&魔法（葛瑞庫、伊多拉）
- 咕嚕咕嚕魔法陣 (2017年版)（魔王歌唱、盗賊、盗賊B、盗賊A）
- 妖怪公寓的優雅日常（混混C、男學生B、附近的人、雅、鬼C）
- 戰姬絕唱SYMPHOGEAR AXZ（匿名X）
- 少女終末旅行（父親）

2018年
- 擅長捉弄人的高木同學（足球選手）
- Citrus（店員A）
- 牙鬥獸娘（學生、觀眾）
- 刀劍神域外傳Gun Gale Online（Hidehide、KKHC）
- 極道超女
- 漫畫女孩（男性）
- 霸穹 封神演義（妖怪）
- 鬼燈的冷徹 第貳期 其之貳（男性）
- 慕留人-火影忍者新世代-（辛牙的契約者）
- 魔法禁書目錄III（計程車司機）
- 關於我轉生變成史萊姆這檔事（魯古路德）

2019年
- 食戟之靈 神之皿（男客人）
- 飛翔吧！戰機少女（管制官）
- 黑色五葉草（村民、盜賊團的首領、魔道士、大衛·斯瓦羅、艾爾夫）
- 我們真的學不來（原教育指導員B）
- Fairy Gone（酒吧客、警備員）
- 街角魔族（司機）
- 某科學的一方通行（高梁、操作員）
- 炎炎消防隊（律師）
- 彼方的阿斯特拉（士兵B）
- 戰姬絕唱SYMPHOGEAR XV（黑衣人、軍人）
- 普通攻擊是全體二連擊，這樣的媽媽你喜歡嗎？（低語B）
- Dr.STONE（面試官）
- 巴比倫（日语：バビロン (小説)）（上班族、脫口秀MC）
- 星合之空（男學生）
- 籃球少年王（隊友、西條部員、大榮部員）
- 這個勇者明明超TUEEE卻過度謹慎（拉戈斯）

2020年
- 達爾文遊戲（近藤、教學語音、廣播語音）
- 索瑪麗與森林之神（店裡的客人）
- pet（日语：ペット (漫画)）（陳家護衛）
- 新櫻花大戰 the Animation（全身黑色的男性）
- A3！ SEASON SPRING & SUMMER（記者）
- ARGONAVIS from BanG Dream! ANIMATION（收音機廣播）
- DECA-DENCE（齒輪）
- 魔物娘的醫生（年輕眾B）
- 萌可魯玩偶貓（播音員）

2021年
- 堀與宮村（宮村的叔父）
- 2.43 清陰高中男子排球社（福蜂部員）
- 卡片戰鬥!! 先導者 overDress（小出、雪蟹面具）
- 七騎士 -英雄的繼承者-（町人）
- 86—不存在的戰區—（普雷亞德斯、士兵、秘書官〈男〉）
- Dr.STONE 新石紀 STONE WARS（大男）
- 戰鬥員派遣中！（男性、獸人A）
- 給不滅的你（男）
- EDENS ZERO（研究員）
- 陰陽眼見子（實況廣播、本屋店員、神母的孩子）
- 無職轉生～到了異世界就拿出真本事～（獸族的戰士、長男）
- 月與萊卡與吸血公主（警備兵）

2022年
- 萌可魯玩偶貓 Mix！（肚臍男）
- 秘密內幕～女警的反擊～（小弟）
- 現實主義勇者的王國重建記（貴族）
- Dr.STONE 新石紀 STONE WARS（大男）
- 失格紋的最強賢者（亞魔族B）
- 處刑少女的生存之道（騎士）
- 舞伎家的料理人（客人）
- 薔薇王的葬列（從者B）
- 境界戰機（新日本軍兵士）
- 黑之召喚士（武器店、冒險者、隨從、盜賊、士官、烏爾德的同伴）
- 打工吧！！魔王大人（職員、馬勒布朗克）
- 卡片戰鬥!! 先導者 will+Dress（小出）
- 在地下城尋求邂逅是否搞錯了什麼IV 新章 迷宮篇（約翰）
- 機動戰士鋼彈 水星的魔女（教師）
- 我想成為影之強者！（騎士）
- VAZZROCK THE ANIMATION（黑術師）

2023年
- 卡片戰鬥!! 先導者 will+Dress Season2（小出）
- 不要欺負我，長瀞同學 2nd Attack（對戰選手）
- 為了養老，我要在異世界存8萬枚金幣（御者）
- 機戰少女Alice Expansion（整備員）
- 機動戰士鋼彈 水星的魔女 Season2（教師）
- Dr.STONE 新石紀 NEW WORLD（戰士）
- 打工吧！！魔王大人 2nd Season（獨眼巨人）
- 獻祭公主與獸王（窮鼠族、臣下C、村人、士兵A）
- 卡片戰鬥!! 先導者 will+Dress Season3（小出）
- 不死不運（殭屍）
- 家裡蹲吸血姬的鬱悶（倒月C）
- 我想成為影之強者！ 2nd season（傭兵）

2024年
- 反派千金等級99～我是隱藏頭目但不是魔王～（劍術教師）
- 異修羅（山賊、行商）
- 狩龍人拉格納（格琉姆維爾提成龍、民間人）
- 不死不運（桑塔斯）
- 奇異賢伴 黑色天使
- WIND BREAKER—防風少年—
- 從Lv2開始開外掛的前勇者候補過著悠哉異世界生活（御者）
- 轉生為第七王子，隨心所欲的魔法學習之路（近衛兵）
- 死神少爺與黑女僕 第3期（來客A）
- 花野井同學與戀愛病（廣播）
- 偶像大師 閃耀色彩（助理）
- 黑執事 寄宿學校篇（主人）
- 天穗之咲稻姬（豬鬼）
- 異世界自殺突擊隊（男性）
- 異世界失格（街友）
- 2.5次元的誘惑（客人A）
- 關於我轉生變成史萊姆這檔事 第3期（觀眾）
- 刀劍神域外傳 Gun Gale Online II（KKHC、玩家、T-S）
- ATRI -My Dear Moments-（主持）
- 青春之箱
- 重啟人生的千金小姐正在攻略龍帝陛下（部下B）
- 香格里拉·開拓異境～糞作獵手挑戰神作～ 2nd season（怪物B）

2025年
- 卡片戰鬥!! 先導者 Divinez（MC）
- SAKAMOTO DAYS 坂本日常（陸的父親）
- 我的幸福婚約 第2期
- 炎炎消防隊 參之章（軍人）
- 來到棒球場捕捉我吧！（解说）

### 電影動畫
2015年
- 怪物的孩子

### 網路動畫
2019年
- ULTRAMAN（西高生、技術員、主播、科特隊員、操作員）

2020年
- 攻殼機動隊：SAC 2045（無名、代理人1、孝的叔父）

### 遊戲
2009年
- Wii骨盤

2011年
- 謎惑館 ～隨音逐流～（日语：謎惑館 〜音の間に間に〜）

2013年
- 惡魔一族（匹諾曹）

2016年
- 黑騎士衝鋒隊（安倍晴明、源頼光）

2018年
- 銀魂亂舞（村人〈賊〉、村人〈人妖〉、真選組隊士、見廻組、憲兵隊）
- 真紅之焰 真田忍法帳
- 奇異人生：暴風前夕（德魯·諾斯）

2019年
- VARIABLE BARRICADE（虎次郎[2]）
- 邊緣禁地3（溫萊特·雅各布斯[3]）

2021年
- 怪物彈珠（2021年 - 2023年 扎格馬斯[4]、哈姆薩[5]）

### 廣播劇CD
2016年
- 有聽見嗎？（吉田）

## 腳註

## 外部連結
- 株式會社remax公式官網的聲優簡介（页面存档备份，存于） （日語）